# 亨茨維爾 (阿肯色州)
亨茨維爾（英語：Huntsville）是一個位於美國阿肯色州麥迪遜縣的城市。根據2020年美國人口普查，該地人口為2879人，而該地的面積約為13.98平方千米。同時該地也是麥迪遜縣的縣治。

## 地理
亨茨維爾的座標為36°05′23″N 93°44′06″W / 36.08972°N 93.73500°W，而該地的平均海拔高度為463米（即1519英尺）。